# Tragic Idol
| Оценки критиков | Оценки критиков |
| Источник        | Оценка          |
| --------------- | --------------- |
| About.com       | [ 3 ]           |
| Exclaim!        | (favorable)     |
| Sputnikmusic    | [ 5 ]           |

Tragic Idol — 13-й студийный альбом английской метал-группы Paradise Lost. Альбом был выпущен на лейбле Century Media Records 23 апреля 2012 в Европе и 24 апреля 2012 в Северной Америке. Альбом был выпущен в нескольких форматах. В поддержку альбома Paradise Lost отправились в концертный тур по Великобритании. В этом туре их сопровождала группа Insomnium. Альбом Tragic Idol более прямолинейный и более мелодичный, чем Faith Divides Us — Death Unites Us, в то же время он более личный и задумчивый. Это запись о потере и честности. В процессе записи группа хотела, избавившись от ненужных украшений, снова найти квинтэссенцию своего звучания. Таким образом, Tragic Idol практически лишён фортепианного звучания и оркестровых компонентов и предельно насыщен гитарными партиями. Гитарист Грег Макинтош сообщил об альбоме следующее: «Новый CD снова спродюсировал Йенс Богрен. На диск оказали влияние классический дум-метал и классический метал. Я бы сказал, что этот диск мелодичнее, чем предыдущая запись, в то же время он сохраняет присущую предыдущей записи тяжесть. На нём множество гитарных соло и мелодий». Этот альбом — первый студийный альбом Paradise Lost, в студийной записи которого принял участие Адриан Эрландсон, барабанщик, который присоединился к группе в 2009 году.

## Запись
Альбом был написан до того как группа приступила к студийной записи в конце 2011 года. Группа занялась написанием нового материала, выступая в 2011 году в рамках тура Draconian Times в поддержку перевыпуска одноимённого альбома. В определённой мере звучание Draconian Times повлияло на облик музыки предстоящего альбома. Работа в уединённой студии Chapel Studios в графстве Линкольншир в Англии продолжалась в течение 4 недель. Chapel Studios представляет собой переоборудованную старинную часовню. Специфическое студийное оборудование, аналоговый пульт управления, а также консоли и составляющие Neve позволили получить приятный тёплый естественный звук гитар. В течение этих четырёх недель Chapel Studios была жилой студией. Участники группы потратили много времени на то, чтобы добиться определённого звучания гитар, ударных и бас-гитары ещё на этапе студийной записи. Для продюсирования альбома группа пригласила Йенса Богрена, который работал над предыдущим студийным альбомом Faith Divides Us – Death Unites Us в Швеции. Йенс приезжал в Великобританию, чтобы встретиться с участниками группы в Chapel Studios. После этого записью занимался ассистент Йенса Богрена, Йохан, который затем продолжил работу над альбомом в Швеции. Ник Холмс записал вокальные партии в личной студии Йенса Богрена в Швеции. Йенс также занимался микшированием альбома. На микширование каждой композиции ушло несколько дней.

## Графический дизайн
Дизайн альбома и представленную на обложке Tragic Idol арт-работу создал Валнуар (Valnoir), французский дизайнер, владелец основанной в Париже студии Метастазис. Предложение об этом сотрудничестве было сделано Paradise Lost рекорд компанией Century Media Records. Валнуар на каждом этапе разработки дизайна буклета создавал наброски от руки, затем сканировал их и посылал группе. Группа озвучивала свою реакцию, далее процесс повторялся. Таким образом Paradise Lost были изначально вовлечены в создание дизайна альбома. Альбом выпущен в нескольких версиях, выдержанных в одной концепции, но различающихся деталями оформления. Издание Limited Edition декорировано полиграфией с использованием золота. Колористическое оформление винилов, продававшихся в разных странах (тёмно-синий вариант и белый вариант в Германии, белый винил во Франции, чёрный винил, мраморно-песочная версия группы и золотой винил в официальном магазине группы в Великобритании), различается.

## Видео
В поддержку альбома были выпущены два видео. Перед съёмками видео «Honesty in Death» участники группы встретились с режиссёром, Мэтом Грином (Matt Green), и описали кинематографический жанр, который им нравится, и стилистику, которую хотят получить. Группа захотела создать визуальные образы, напоминающие видеоряд фильма «Дорога». По словам Грега Макинтоша, визуальный ряд клипа отражает тематику песни, то, что иногда абсолютная честность не появляется до тех пор, пока люди не теряют, или не оказываются в опасности потерять то, что для них является самым близким. Видео на композицию «Fear of Impending Hell» было снято Стивом Эдмондсоном и выпущено в сентябре 2012.

## Список композиций
Музыка и лирика написаны Грегом Макинтошем и Ником Холмсом.
| №                   | Название                      | Длительность |
| ------------------- | ----------------------------- | ------------ |
| 1.                  | «Solitary One»                | 4:08         |
| 2.                  | «Crucify»                     | 4:08         |
| 3.                  | «Fear of Impending Hell»      | 5:25         |
| 4.                  | «Honesty in Death»            | 4:08         |
| 5.                  | «Theories from Another World» | 5:02         |
| 6.                  | «In This We Dwell»            | 3:55         |
| 7.                  | «To the Darkness»             | 5:09         |
| 8.                  | «Tragic Idol»                 | 4:35         |
| 9.                  | «Worth Fighting For»          | 4:12         |
| 10.                 | «The Glorious End»            | 5:23         |
| Общая длительность: | Общая длительность:           | 46:05        |

Бонус-треки ограниченного издания
| №   | Название                                       | Длительность |
| --- | ---------------------------------------------- | ------------ |
| 11. | «Ending Through Changes»                       | 4:09         |
| 12. | «Never Take Me Alive» (Spear of Destiny cover) | 4:48         |

Бонус-треки японского ограниченного издания
| №   | Название                | Длительность |
| --- | ----------------------- | ------------ |
| 13. | «True Belief (Live)»    | 4:52         |
| 14. | «One Second (Live)»     | 3:38         |
| 15. | «Say Just Words (Live)» | 4:51         |

The Last Fallen Saviour
Существует ещё один трек, написанный для альбома Tragic Idol, «The Last Fallen Saviour». Трек по причинам маркетингового характера был выпущен журналом Decibel со своим номером на гибком виниле в июне 2012 года.

## Участники записи

### Состав группы
- Ник Холмс — вокал, лирика, композитор (вокальные мелодии), дизайн альбома
- Грег Макинтош — композитор, гитара
- Аарон Аеди — ритм-гитара
- Стив Эдмондсон — бас-гитара
- Адриан Эрландсон — ударные

### Приглашённые участники
- Валнуар — дизайн обложки и упаковки альбома
- Йенс Богрен — продюсер, мастеринг
- Йохан, ассистент Йенса Богрена — запись в Chapel Studios в Линкольншире, мастеринг в Швеции[1][9][10][12]